# Windpark Schlewecke
Der Windpark Schlewecke (auch: Windpark Bad Harzburg) ist ein Windpark nahe der Siedlung Radauanger im Stadtteil Schlewecke der niedersächsischen Stadt Bad Harzburg im Landkreis Goslar. Er wurde 1995 errichtet und besteht aus insgesamt drei Windkraftanlagen.

## Geografie
Der Windpark befindet sich auf dem Güdeckenberg, ein Berg zwischen den Feldmarken von Schlewecke und Harlingerode. Im Osten liegt die Siedlung Radauanger, dazu fließt die Radau etwas weiter vom Windpark in einem Tal vorbei. Die vierspurig ausgebaute Bundesstraße 6 grenzt unmittelbar an den Windpark, jenseits von ihr befindet sich das Gewerbegebiet Bad Harzburg-Nord. 

## Geschichte
Ab den 1990er-Jahren manifestierte sich in der Bad Harzburger Politik die Idee, einen Windpark zu errichten. Nach intensiven Verhandlungen und notwendigen Änderungen des Bebauungsplanes formierte sich daraus die Windkonzept Bad Harzburg KG, welche die erste der zwei Gesellschaften auf Bad Harzburger Gebiet neben der Windkonzept 2000 KG für den wesentlich leistungsstärkeren Windpark Harlingerode darstellen sollte. Die Anlagen wurden am 24. und 25. Dezember 1995 in Betrieb genommen.

## Finanzierung
Um den Bau zu finanzieren, beteiligten sich neben der Stadt und Stadtwerke Bad Harzburg sowie örtlichen Gewerbetreibenden 67 Bürger mit Beteiligungsdarlehen und Kommanditanteilen am Eigenkapital, wobei der kleinste Anteil 1.000 DM betrug. Das Kommanditkapital beträgt 950.000 DM (485.727 Euro), die Investitionen belaufen sich auf 1,48 Millionen Euro.

## Anlagendaten
Es befinden sich drei Anlagen des Modells Enercon E-40/5.40 in Betrieb, die über eine Nennleistung von je 500 kW verfügen. Mit Stand 2015 ist der Ertrag der Anlagen mit 108,1 % der Prognose überdurchschnittlich, so wurde eine Jahreseinspeisung von 2,43 GWh bei einer Prognose von 2,25 GWh erzielt. Im Jahr 2015 betrug die Verfügbarkeit des Windparks 96,33 %.